# 소스테네

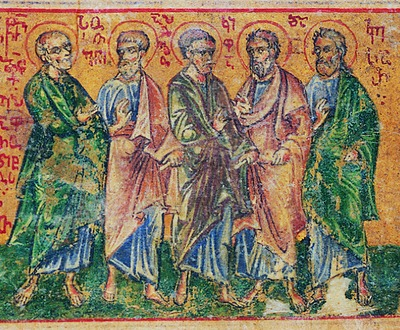
에바프로디도, 소스테네, 아폴로, 게바, 그리고 가이사.

소스테네(공동번역), 소스데네(개신교), 소스테네스(가톨릭)/ˈsɒsθə.niːz/(헬라어: Σωσθένης, Sōsthénēs, "힘 안에서 안전함")는 코린토스의 시나고그의 지도자로, 사도행전에 의하면 회중들에게 붙잡혀 로마 총독 갈리오의 묵인하에 폭행당했는데, 이 갈리오라는 사람은 사도행전 18장 12-17절에서 유대인들의 바울로 고소를 거부한 사람이다. 소스테네가 이와 같은 습격을 당한 이유는 전해져오지 않으나, 몇몇 사본들은 이 회중들이 헬라인이었다고 하기도 하고, 유대인이었다고 하기도 한다. 그러나 가장 오래된 사본들에는 이 회중들에 대한 설명이 없으므로, 이는 후대에 가필된 것으로 보인다.
일부 역사학자들은 사도 바울로가 그리스도의 믿음으로 회심한 소스테네를 "형제 소스테네(고대 그리스어: Σωσθένης ὁ ἀδελφός, Sōsthénēs ho adelphos)"라고 부르며, 고린도전서 1장 1-2절에서 공동저자로 언급하기 때문에, 그를 바울로의 동역자로 분류한다. 그러나 이 주장에는 여러 가지 반론이 따른다. 프로테스탄트 신학자 하인리히 마이어(Heinrich Meyer)는 테오도레투스를 비롯하여 플랫(Flatt), 빌로스(Billroth), 에발트(Ewald), 메이어(Maier), 호프만(Hofmann) 등 많은 주석가들이 고린도전서의 소스테네를 사도행전의 인물과 동일한 사람으로 분류하지만, 미카엘리스(Michaelis), 포트(Pott), 뤼케르트(Rückert), 그리고 데 베테는 이를 부정한다고 말한다.
또한 일부 학자들은 사도행전 18장 8절과 고린도전서 1장 14절에 언급되는 그리스보가 소스테네의 성씨라고 주장한다.
전승에서 그는 누가복음 10:1의 70인의 제자로 분류된다.